# Pee Dee River
Pee Dee River (også Great Pee Dee River) er en flod der løber gennem staterne North Carolina og South Carolina i USA. Den har sit udspring i Blue Ridge Mountains i North Carolina. På den nordligste strækning, er den kendt som Yadkin River. Hvor Yadkin River og Uwharrie River mødes, skifter floden navn til Pee Dee River. Dette navn har floden efter en stamme af oprindelige amerikanere, Pee Dee stammen. Floden giver også navn til Pee Dee regionen i South Carolina, som omfatter de nordøstlige amter i denne stat. Floden løber ud i Atlanterhavet ved Winyah Bay nær byen Georgetown i South Carolina.
Floden er ca. 370 km lang eksklusiv de 320 km, som udgøres af Yadkin River.

## Historie
Floden kan besejles fra mundingen og op til byen Cheraw i South Carolina nær grænsen til North Carolina. I kolonitiden var floden en vigtig handelsrute. Blandt andet blev floden brugt til flådning af tømmer fra skovene i Appalacherne og fra Pee Dee regionen, og verdens største tømmerfirma omkring år 1900 lå i Georgetown. Herfra eksporteredes tømmer til Europa og det øvrige USA.
Flodsletten nær udmundingen var i vid udstrækning tilplantet med ris som ligeledes i stort omfang blev eksporteret fra Georgetown. Efter den amerikanske borgerkrig, da der ikke længere var adgang til slaver, gik det tilbage med risproduktionen, som ikke længere kunne konkurrere med ris fra andre dele af verden. To orkaner i begyndelsen af det 20. århundrede satte en endelig stopper for det, det var tilbage af kommerciel risdyrkning.
Hvor Lynches River løber ud i Pee Dee River ligger Snow's Island. Her havde general Francis Marion sit hovedkvarter under den amerikanske uafhængighedskrig, og herfra foretog hans milits deres togter mod de britiske tropper, for hvem det aldrig lykkedes at finde lejren. Senere har det vist sig at denne lå i resterne af et gammelt meteorkrater.

## Floden i dag
I dag udnyttes floden ikke længere til kommerciel sejlads. I den del af floden, der ligger i North Carolina er den flere steder opdæmmet til brug for offentlig vandforsyning og elproduktion, hvilket betyder at vandstanden i floden varierer meget, og der har været flere stridigheder mellem de to stater om, hvordan vandet i floden skulle fordeles – ikke mindst i tørkeperioder.
Floden bruges i dag mest til rekreative formål så som lystfiskeri og sejlads i mindre både. Nær mundingen af floden foregår stadig i mindre omfang kommercielt fiskeri, ikke mindst af rejer.
Der er en del dyreliv langs floden, hvor man blandt andet kan opleve hejrer, alligatorer og af og til en hvidhovedet havørn. Langs bredderne vokser skove af nyssa, (blandt andet skov-tupelotræ) og eg.

## Andet
Stephen Fosters berømte sang "Old Folks at Home", bedre kendt som "Way Down upon the Swanee River" havde i sine første udkast Pee Dee River, men dette blev ændret inden sangen udkom til "Swanee", som egentlig hedder Suwanee River (i Florida). Foster udelod u'et af hensyn til melodien.

## Eksterne links
- Encyclopedia Britannica om Pee Dee Eiver (engelsk)

33°21′24″N 79°16′13″V / 33.3567°N 79.2703°V